# The Playroom (videogioco 2013)
The Playroom è un videogioco casual che raccoglie minigiochi in realtà aumentata sviluppato da SCE Japan Studio, è una Tech Demo precaricata su tutte le console PlayStation 4 e ha lo scopo di dimostrare l'uso della PlayStation Camera e del controller DualShock 4. Firesprite, lo studio formato dagli ex dipendenti di SCE Studio Liverpool ha lavorato alla grafica di The Playroom.

## Modalità di gioco
La PlayStation Camera è obbligatoria per giocare a The Playroom in modo da mostrare gli elementi in realtà aumentata nella stanza del giocatore. Se non è presente una telecamera, verrà visualizzato un trailer di The Playroom al posto del gioco.

## Minigiochi

### Saluta ASOBI
Asobi è un robot che può essere evocato sfregando il touchpad del DualShock 4. I giocatori possono interagire con Asobi in vari modi e Asobi ha la capacità di riconoscere persone diverse attraverso il riconoscimento facciale. Asobi è simile ad un precedente titolo di Sony Computer Entertainment, EyePet.

### Robottini!
Robottini è un minigioco che inserisce quaranta robot "all'interno" del controller DualShock 4, che può essere visto scorrendo verso il basso sul touchpad durante il gioco. I giocatori possono interagire con i robot tramite il controller, utilizzando il sensore di movimento e i pulsanti. I robot possono anche essere lanciati fuori scorrendo verso l'alto sul touchpad per essere visti in realtà aumentata. Quando i robot sono visibili, è possibile interagire fisicamente con i robot.

### Hockey da tavolo
Hockey da tavolo, utilizza due controller per creare un campo di gioco virtuale di fronte ai giocatori. Il sensore di movimento allunga il campo di gioco e il touchpad viene utilizzato per controllare le pagaie per colpire la palla. Il primo giocatore che segna sette punti vince la partita.

## Contenuti scaricabili
Ci sono quattro componenti aggiuntivi, tutti gratuiti. Due di questi (Il giocattolaio e RA Studio) sfruttano le funzionalità del secondo schermo integrate nella PlayStation App.

### Il Giocattolaio
il giocattolaio è un contenuto scaricabile gratuito che sfrutta la PlayStation App, consente ai giocatori di interagire con i robottini utilizzando smartphone o PlayStation Vita. I giocatori possono creare un disegno bidimensionale che diventerà un giocattolo tridimensionale con cui i robottini potranno giocare. Il contenuto è stato pubblicato il 26 novembre 2013 in Nord America ed era disponibile al lancio di PlayStation 4 in Europa il 29 novembre 2013.

### L'amico alieno
L'amico alieno è stato sviluppato da Double Fine Productions, che ha utilizzato le abilità acquisite sviluppando i giochi per Kinect. L'amico alieno è un giocattolo deformabile con cui il giocatore può interagire e farlo muovere nello spazio utilizzando il sensore di movimento del DualShock 4. L'amico alieno è stato distribuito il 24 dicembre 2013.

### Robo-ninja
Il giocatore controlla un robot ninja col sensore di movimento, schivando trappole e sparando shuriken utilizzando il touchpad. Il DLC Ninja Bots è stato reso disponibile il 13 marzo 2014 e supporta fino a quattro giocatori.

### RA Studio
RA Studio può essere usato insieme alla PlayStation App, aggiungendo la possibilità di indossare maschere, aggiungere riflettori, foto e musica allo schermo. C'è anche la possibilità di far uscire fumo colorato dal DualShock 4 premendo il touchpad.

## Eredità
I robottini che è possibile vedere in The Playroom sono stati riutilizzati da SCE Japan Studio in altri suoi titoli come: Astro Bot Rescue Mission, The Playroom VR e Astro's Playroom.